# Sylvicola
Sylvicola är ett släkte av tvåvingar. Sylvicola ingår i familjen snäppflugor.
Kladogram enligt Catalogue of Life:
| Sylvicola | \| \| Sylvicola monachus \| \| \| \| \| \| Sylvicola reconditus \| \| \| \| \| \| Sylvicola secretus \| \| \| \| |
|           | \| \| Sylvicola monachus \| \| \| \| \| \| Sylvicola reconditus \| \| \| \| \| \| Sylvicola secretus \| \| \| \| |
|           | Sylvicola monachus                                                                                               |
|           | |
|           | Sylvicola reconditus                                                                                             |
|           | |
|           | Sylvicola secretus                                                                                               |
|           | |

## Bildgalleri

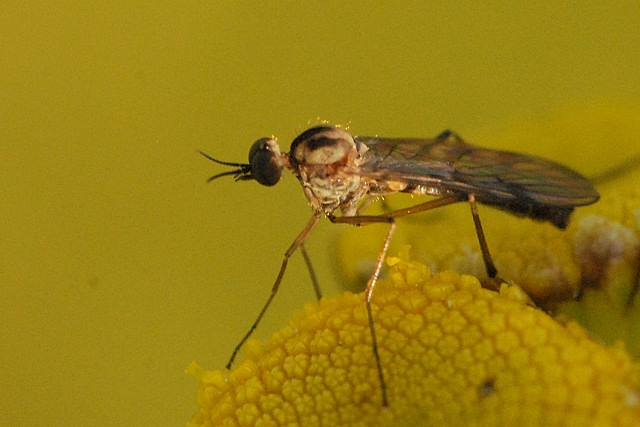
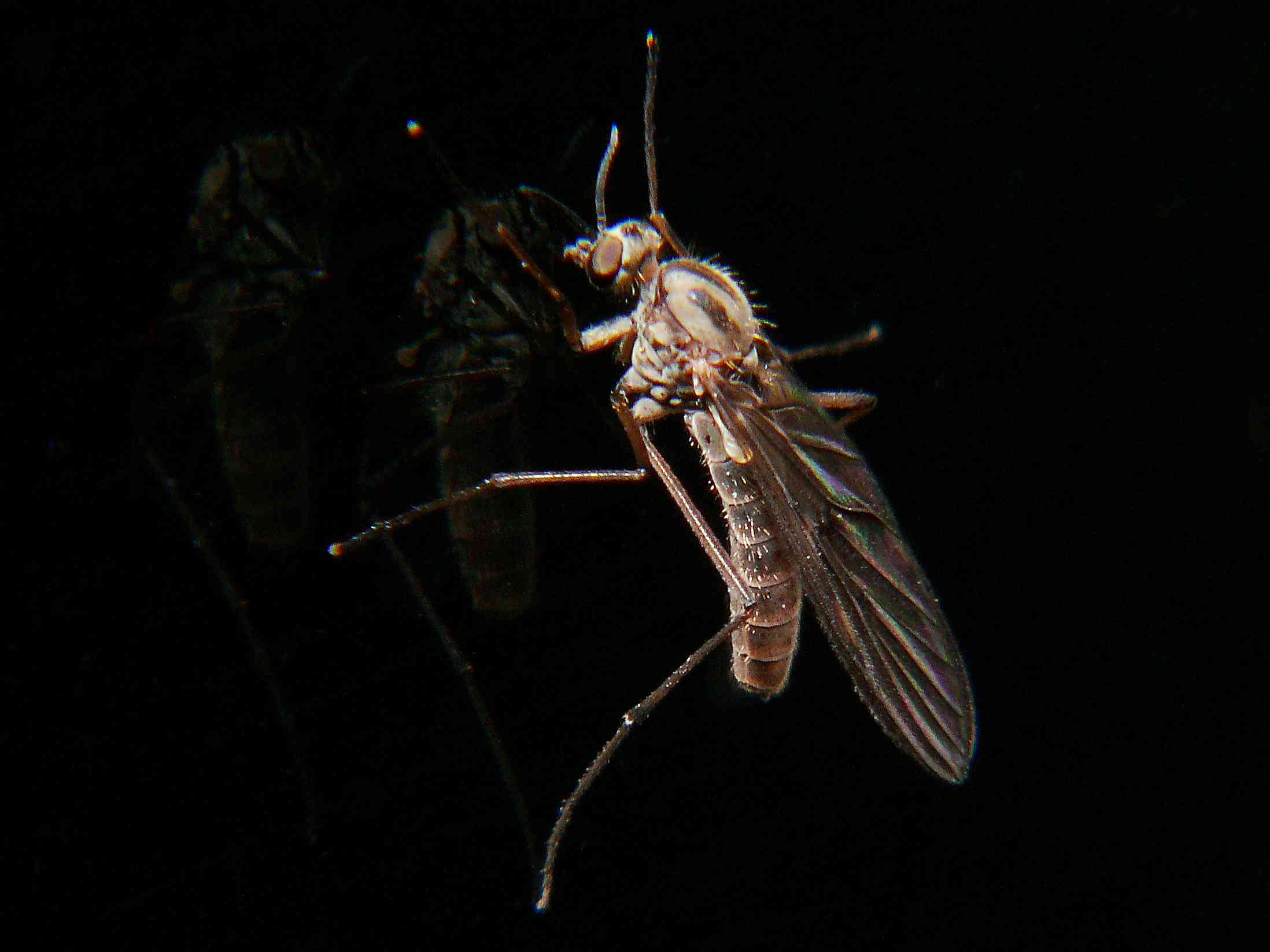
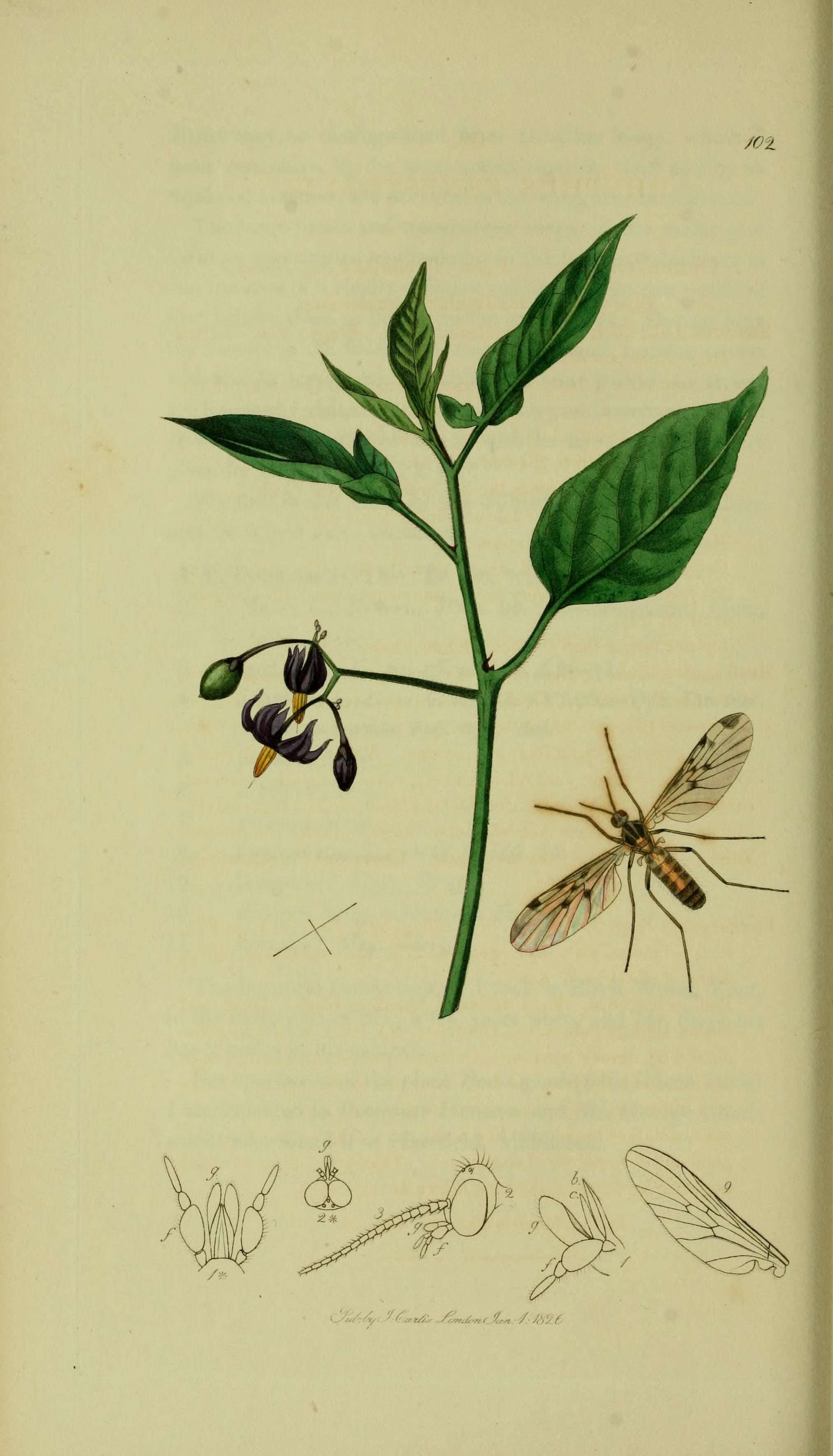
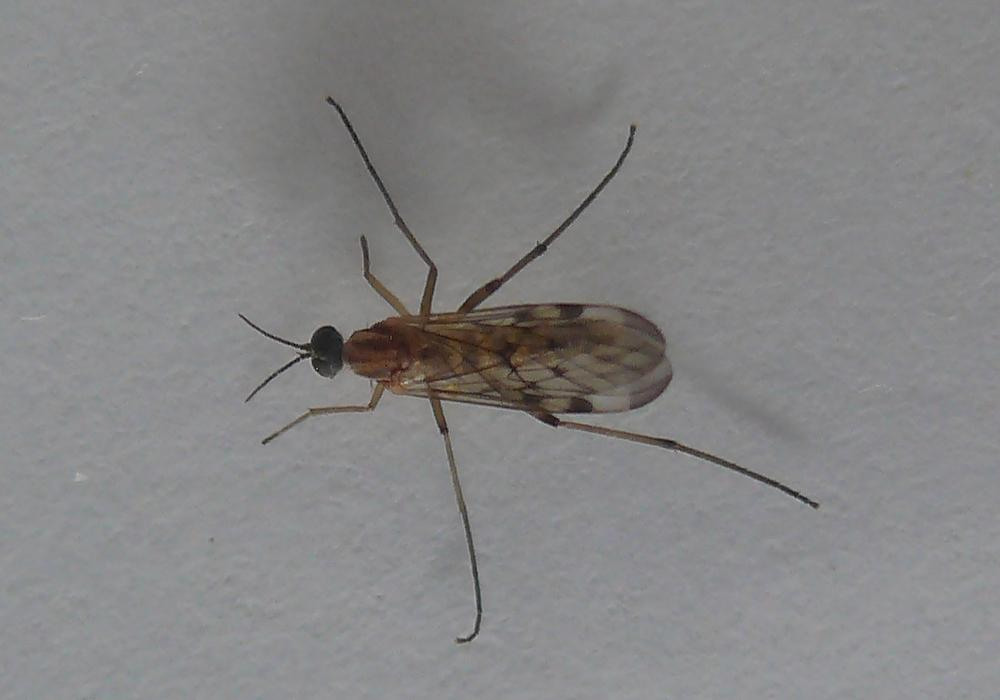
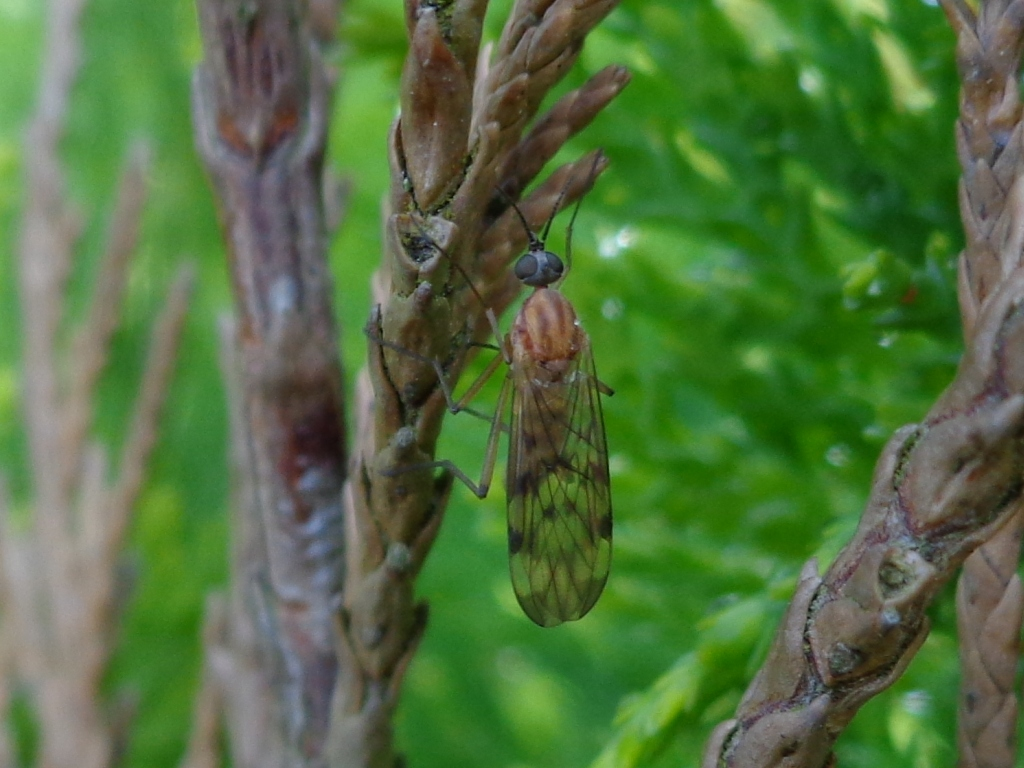
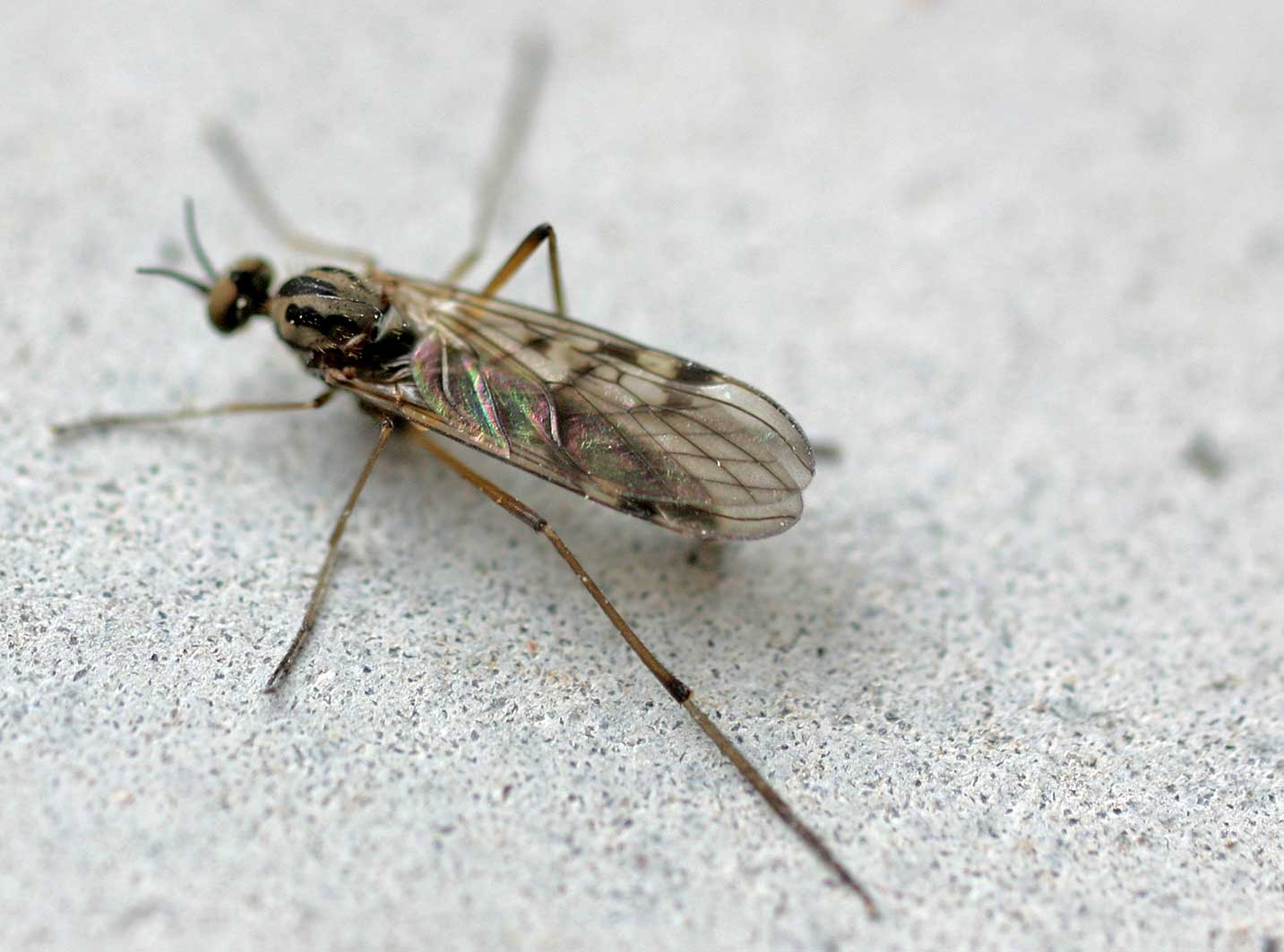